# Akcja na tartak w Piaskach Królewskich
Akcja na tartak w Piaskach Królewskich – wypad przeprowadzony przez żołnierzy Grupy AK „Kampinos” nocą 6/7 września 1944 roku, którego celem było zniszczenie przejętego przez Niemców tartaku w Piaskach Królewskich. Za cenę niewielkich strat własnych żołnierze AK doszczętnie spalili zakład oraz zlikwidowali ochraniający go pododdział SS. Sukces ten zniweczył niemieckie plany budowy mostów na Wiśle pod Wyszogrodem.

## „Niepodległa Rzeczpospolita Kampinoska”
Po wybuchu powstania warszawskiego działania zbrojne objęły również Puszczę Kampinoską, gdzie do walki przystąpiły oddziały VIII Rejonu „Łęgów” Obwodu VII „Obroża” Okręgu Warszawskiego AK. Rejonem tym dowodził kpt. Józef Krzyczkowski ps. „Szymon”. W przeddzień powstania podległe mu struktury AK mogły wystawić dwa bataliony piechoty o sile pięciu kompanii pierwszej linii, przy czym zaledwie ok. 350–400 żołnierzy było uzbrojonych. Szczęśliwie dla strony polskiej układ sił w Puszczy Kampinoskiej uległ jednak diametralnej zmianie pod koniec lipca 1944, gdy w Dziekanowie Polskim stanęło Zgrupowanie Stołpecko-Nalibockie AK przybyłe z Puszczy Nalibockiej na Kresach Wschodnich. Liczyło ono 861 dobrze uzbrojonych żołnierzy, a na jego czele stał por. Adolf Pilch ps. „Góra”/„Dolina” – „cichociemny”, doświadczony partyzant prowadzący od jesieni 1943 walkę z Niemcami i partyzantką sowiecką. Po wybuchu powstania w Puszczy Kampinoskiej pojawiły się jeszcze niewielkie oddziały AK z różnych dzielnic Warszawy, które opuściły miasto po niepowodzeniu pierwszych polskich natarć w godzinie „W”. Stopniowo docierały tam również oddziały z innych rejonów i obwodów Okręgu Warszawskiego AK, a także z sąsiedniego Podokręgu Zachodniego Obszaru Warszawskiego AK.
Na bazie napływających wciąż do puszczy oddziałów utworzono w połowie sierpnia 1944 partyzanckie zgrupowanie o nazwie Grupa „Kampinos”. W szczytowym momencie liczyło ono około 2700 żołnierzy i 700 koni. Pod koniec sierpnia Grupa „Kampinos” kontrolowała już niepodzielnie centralny i wschodni obszar Puszczy Kampinoskiej, obejmujący wsie: Ławy, Łubiec, Roztoka, Kiścinne, Krogulec, Wędziszew, Brzozówka, Truskawka, Janówek, Pociecha, Zaborów Leśny i Wiersze (w tej ostatniej ulokowała się kwatera główna zgrupowania). Polskie patrole były także w stanie penetrować liczne sąsiednie miejscowości, nieobsadzone dotychczas przez nieprzyjaciela. Obszar opanowany przez żołnierzy AK nazywany był „Niepodległą Rzecząpospolitą Kampinoską”.
Grupa „Kampinos” jako jedyne zorganizowane zgrupowanie AK wykonała rozkaz gen. „Bora” z 14 sierpnia 1944 w sprawie organizacji odsieczy dla stolicy. Z Puszczy Kampinoskiej przeszło na stołeczny Żoliborz ponad 900 dobrze uzbrojonych „leśnych”. Dwa nocne natarcia na silnie umocniony Dworzec Gdański zakończyły się jednak porażką i utratą blisko 500 żołnierzy (20/21 sierpnia i 21/22 sierpnia). Po klęsce pod Dworcem Gdańskim i zablokowaniu przez Niemców komunikacji między puszczą a powstańczą Warszawą Komenda Główna AK w dużej mierze straciła zainteresowanie Grupą „Kampinos”. Niemniej polskie zgrupowanie pozostało w puszczy aż do końca września 1944, wiążąc znaczne siły niemieckie i przeprowadzając liczne wypady na nieprzyjacielskie placówki i szlaki komunikacyjne.

## Przygotowania
Pod koniec sierpnia zwiad kobiecy Grupy „Kampinos” uzyskał informację, że Niemcy zamierzają zbudować w okolicach Wyszogrodu trzy drewniane mosty niskowodne na Wiśle. Kluczową rolę w niemieckich planach odgrywał tartak w Piaskach Królewskich. Informatorzy donosili, że w zakładzie prowadzona jest intensywna produkcja tarcicy, a cały materiał budowlany będzie gotowy w pierwszym lub najpóźniej w drugim tygodniu września. W świetle tych informacji dowódca Grupy „Kampinos” mjr. Alfons Kotowski ps. „Okoń” polecił dowodzącemu Pułkiem „Palmiry-Młociny” por. Adolfowi Pilchowi ps. „Dolina” zorganizować wypad w celu zniszczenia tartaku.
Rozpoznanie miejsca planowanej akcji powierzono wywiadowcy „Ikarowi”, gdyż z racji wcześniejszej pracy w służbie leśnej znał on dobrze okoliczne lasy. „Ikar” w przebraniu robotnika udał się wraz z dwoma towarzyszami do Piasków Królewskich, gdzie następnie cała trójka zatrudniła się przy rozładunku kloców drzewa dowożonych kolejką leśną z okolic Zamczyska. Wywiadowcy ustalili, że w tartaku pracuje około 80 robotników z Organizacji Todt – w większości Belgów, Francuzów i Holendrów. Ochronę zakładu i robotników zapewniało około 30 esesmanów, a ponadto wszyscy członkowie OT byli dobrze uzbrojeni. W tartaku zatrudniano także polskich robotników z pobliskich wsi, jednakże przebywali oni na terenie zakładu tylko za dnia. Od miejscowej ludności uzyskano informację, że wśród członków OT znajduje się dwóch Polaków, którzy szukają możliwości ucieczki do partyzantów. „Ikar” nawiązał kontakt z owymi robotnikami i złożył obietnicę, że pomoże im w ucieczce, jeśli w zamian rozrysują położenie niemieckich stanowisk, opiszą harmonogram zmian wart oraz dostarczą wszystkich innych informacji przydatnych przy planowaniu ataku. Uciekinierzy mieli także zabrać ze sobą jak największą ilość broni i amunicji. Obaj robotnicy wywiązali się z umowy i jeszcze tej samej nocy „Ikar” z towarzyszami odprowadzili ich do partyzanckich kwater w Wierszach.
4 września na rozkaz por. „Doliny” do Piasków Królewskich udali się por. Tadeusz Gaworski ps. „Lawa” i por. Lech Zabierek ps. „Wulkan”, których zadaniem było przygotowanie taktycznego planu ataku. Obaj oficerowie także ucharakteryzowali się na robotników leśnych i zatrudnili się przy rozładunku drzewa. Uzyskane przez nich informacje pokrywały się z wcześniejszymi doniesieniami uciekinierów z OT. Zakończywszy rozpoznanie „Lawa” i „Wulkan” powrócili do Wierszy 5 września.
„Dolina” mimo osłabienia spowodowanego niedawno przebytą dyzenterią postanowił osobiście poprowadzić oddział uderzeniowy. Pragnąc zapewnić sobie odpowiednią przewagę liczebną zaangażował do akcji znaczne siły – tj. kompanię lotniczą por. „Lawy”, 1 i 4 szwadron I Dywizjonu 27 Pułku Ułanów AK (dowodzone odpowiednio przez st. wachm. Jana Jakubowskiego ps. „Wołodyjowski” i ppor. Aleksandra Pietruckiego ps. „Jawor”), a także szwadron ckm pod dowództwem por. Jarosława Gąsiewskiego ps. „Jar”. Do udziału w wypadzie zgłosili się liczni ochotnicy – m.in. dowódca dywizjonu ułanów rtm. Zdzisław Nurkiewicz ps. „Nieczaj”, będący jego zastępcą por. Zygmunt Koc ps. „Dąbrowa”, zastępca kwatermistrza Grupy „Kampinos” por. Aleksander Wolski ps. „Jastrząb” oraz dowódca 3 szwadronu 27 Pułku Ułanów wachm. pchor. Narcyz Kulikowski ps. „Sum”.

## Przebieg akcji

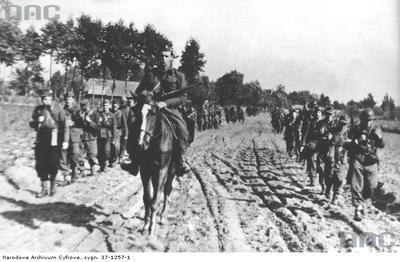
Żołnierze kompanii lotniczej por. „Lawy” sfotografowani podczas jednego z wypadów

Polskie oddziały wyruszyły na akcję 6 września w godzinach wieczornych. Odległość między Piaskami Królewskimi a partyzanckimi kwaterami w Wierszach wynosiła ok. 30 kilometrów, stąd też kawalerzyści poruszali się konno, a piechurzy „Lawy” pokonali większość trasy na furach. Tomasz Łaszkiewicz wspominał, że w trakcie przemarszu nie obyło się bez komplikacji, gdyż „lawiacy” zaproszeni na posiłek przez mieszkańców jednej z okolicznych wsi oderwali się od pozostałych oddziałów i dopiero tropiąc ślady ułańskich koni zdołali odnaleźć kolumnę. Ostatecznie polscy żołnierze dotarli do celu na krótko przed północą 7 września.
Plan przewidywał, że tartak zostanie zaatakowany z trzech stron. Szwadron ckm miał uderzyć od wschodu na budynki gospodarcze i biurowe, a jednocześnie położyć ogień broni maszynowej na całym zakładzie. Kompania lotnicza otrzymała zadanie zdobycia wartowni i hali tartacznej. Z kolei oba szwadrony ułanów pod ogólnym dowództwem rtm. „Nieczaja” miały opanować skład amunicji, baraki mieszkalne oraz stację kolejki leśnej. Dużą wagę przywiązywano w szczególności do szybkiego wyeliminowania niemieckich bunkrów z bronią maszynową. Termin rozpoczęcia ataku wyznaczono na godz. 23:45.
Przed rozpoczęciem ataku żołnierze „Lawy” i ułani ze szwadronu ckm obezwładnili po cichu kilku niemieckich wartowników. O wyznaczonej godzinie wystrzelono białą rakietę, po czym polskie pododdziały przystąpiły jednocześnie do natarcia. Niemcy nie spodziewali się ataku partyzantów, niemniej bardzo szybko ochłonęli z zaskoczenia i otworzyli gwałtowny ogień z broni maszynowej. Wkrótce część zabudowań tartaku stanęła w ogniu. Polscy żołnierze szybko opanowali stację, wartownię i budynki gospodarcze, stosunkowo silny opór stawiła natomiast obsada baraków mieszkalnych. Na dłuższą metę Niemcy nie byli jednak w stanie prowadzić zorganizowanej obrony, tym bardziej że zagraniczni robotnicy z Organizacji Todt bardzo szybko złożyli broń (niektórzy pomagali nawet Polakom lokalizować niemieckie stanowiska). Po zlikwidowaniu ostatnich ukrywających się esesmanów żołnierze AK podpalili tartak. Polskie oddziały powróciły do Wierszy jeszcze tej samej nocy.

## Bilans
Atak na tartak w Piaskach Królewskich zakończył się pełnym sukcesem. Polscy żołnierze doszczętnie spalili zakład wraz ze zgromadzonym już budulcem, niwecząc tym samym niemieckie plany budowy mostów pod Wyszogrodem. Straty poniesione tej nocy przez Niemców szacowane są w przedziale od 30 do 33 lub nawet 35 zabitych. Polscy żołnierze zdobyli trzy ckm, kilka lkm i rkm, 5 pistoletów maszynowych, kilkadziesiąt karabinów, sporo amunicji, kilka wozów z żywnością oraz buty i umundurowanie dla 80 osób.
Źródła podają rozbieżne informacje na temat strat poniesionych tej nocy przez polskie oddziały. Józef Krzyczkowski i Marian Podgóreczny podawali, że zamknęły się one liczbą dwóch zabitych i czterech rannych. Adolf Pilch wymieniał w swych wspomnieniach nazwiska trzech poległych. Jerzy Koszada twierdził, że w akcji bojowej w Piaskach Królewskich poległo czterech żołnierzy, a jedenastu zostało rannych. O śmierci czterech kawalerzystów informował także Jan Koźniewski. Z kolei w Wykazie żołnierzy powstania warszawskiego walczących w Grupie „Kampinos” widnieją nazwiska siedmiu żołnierzy poległych w Piaskach Królewskich w dniu 7 września 1944.
Większość wziętych do niewoli robotników OT zgłosiła chęć wstąpienia w szeregi polskiej partyzantki. Ostatecznie pozostawiono ich jednak w Piaskach Królewskich (po uprzednim pozbawieniu butów i mundurów). W szeregi Grupy „Kampinos” przyjęto tylko tych obcokrajowców, którzy okazali się na tyle zdeterminowani, że uciekli do puszczy w ślad za żołnierzami AK.
W odwecie za spalenie tartaku Niemcy aresztowali dwunastu mieszkańców wsi. Wywieźli ich do Pomiechówka a następnie rozstrzelali. Zidentyfikowano wszystkie ofiary zbrodni.